# 1958 en santé et médecine
| Années de la santé et de la médecine : 1955 - 1956 - 1957 - 1958 - 1959 - 1960 - 1961    |
| Décennies de la santé et de la médecine : 1920 - 1930 - 1940 - 1950 - 1960 - 1970 - 1980 |

Cet article présente les faits marquants de l'année 1958 en santé et médecine.

## Événements
- 21 novembre : l’équipe du docteur Georges Mathé réussit une greffe de la moelle osseuse sur cinq scientifiques yougoslaves contaminés accidentellement par des radiations.
- 30 décembre : ordonnance portant création des Centre hospitalier universitaire en France.
- Le professeur d'immuno-hématologie français Jean Dausset découvre le système HLA (système génétique des groupes tissulaires) pour lequel il aura le prix Nobel de physiologie ou médecine en 1980.
- Albert Hofmann isole la psilocybine, principe actif de certains champignons hallucinogènes[1].
- Matthew Stanley Meselson et Franklin W. Stahl prouvent que la réplication de l'ADN est semi-conservative dans l'expérience de Meselson et Stahl.
- Commence au Viet-Nam une épidémie de poliomyélite, qui durera jusqu'en 1960. En 1959, il y a 52,16 cas pour 100 000 habitants[2].

## Décès
- 18 février : Ferdinand Piéchaud (né en 1890), médecin et professeur français s'étant illustré dans la lutte contre la tuberculose.